# Список національних парків Намібії
У Намібії існує 20 національних парків, заповідників і рекреаційних зон, що знаходяться в управлінні Міністерства туризму і довкілля (англ. The Ministry of Environment and Tourism). Всього ж в Намібії налічується 38 природних територій, що охороняються. У 2010 році під захистом держави перебувало 35906,29 км², що складає 17% території Намібії.
Національний парк Етоша — один з найбільших і старих національних парків Африки, він очолює список туристичних пам'яток Намібії. В Етоші сконцентрована найбільша різноманітність тваринного світу Намібії.
Національний парк Наміб-Науклюфт — найбільший парк Намібії, знаменитий своїми незвичайними пейзажами (Соссуфлей) і найвищими піщаними дюнами у світі.

## Список національних парків і заповідників Намібії
| №  | Назва                                | Оригінальна назва                        | Площа, км² | Дата заснування                            | Зображення |
| -- | ------------------------------------ | ---------------------------------------- | ---------- | ------------------------------------------ | ---------- |
| 1  | Національний парк Аї-Аїс-Ріхтерсвелд | Ai-Ais / Richtersveld Transfrontier Park | 6 235      | 2003 — об'єднання парків в Намібії і ПАР   |            |
| 2  | Національний парк Бвабвата           | Bwabwata National Park                   | 6 100      | 2007 — об'єднання парків Caprivi і Mahango |            |
| 3  | Національний парк Берег Скелетів     | Skeleton Coast Park                      | 16 390     | 1971                                       |            |
| 4  | Національний парк Ватерберг          | Waterberg Park                           | 405        | 1972                                       |            |
| 5  | Заповідник Дан Вільйон               | Daan Viljoen Game Park                   | 40         | 1968                                       |            |
| 6  | Заповідник Кейп-Крос                 | Cape Cross Seal Reserve                  | 60         | 1968                                       |            |
| 7  | Національний парк Мамілі             | Mamili National Park                     | 320        | 1990                                       |            |
| 8  | Національний парк Мангетті           | Mangetti National Park                   | 420        | 2008                                       |            |
| 9  | Національний парк Мудуму             | Mudumu National Park                     | 1009       | 1990                                       |            |
| 10 | Національний парк Наміб-Науклюфт     | Namib-Naukluft Park                      | 49 768     | 1907                                       |            |
| 11 | Заповідник Попа                      | Popa Game Park                           | 0,25       | 1989                                       |            |
| 12 | Національний парк Гаудум             | Khaudum National Park                    | 4 000      | 1989                                       |            |
| 13 | Національний парк Шперргебіт         | Sperrgebiet National Park                | 22 000     | 2008                                       |            |
| 14 | Національний парк Етоша              | Etosha National Park                     | 22 270     | 1975                                       |            |

Нижче представлено список інших охоронюваних природних територій і рекреаційних зон.
| № | Назва                                          | Оригінальна назва                                   | Площа, км² | Дата заснування | Зображення |
| - | ---------------------------------------------- | --------------------------------------------------- | ---------- | --------------- | ---------- |
| 1 | Гарячі джерела Гросс-Бармен                    | Gross-Barmen Hot Springs                            | 1          | 1968            |            |
| 2 | Національна рекреаційна зона Західне узбережжя | National West Coast Recreation Area (National Park) | 7 800      | 1973            |            |
| 3 | Рекреаційний курорт Науте                      | Naute Recreation Resort                             | 225        | 1988            |            |
| 4 | Рекреаційний курорт Фон Бах                    | Von Bach Recreation Resort                          | 43         | 1972            |            |
| 5 | Рекреаційний курорт Гардап                     | Hardap Recreation Resort                            | 252        | 1968            |            |
| 6 | Південно-західний природний парк               | South West Nature Park                              | 0,12       | 1970            |            |

## Ресурси Інтернету
- Намибия - Интересные места [Архівовано 17 листопада 2015 у Wayback Machine.]
- The Ministry of Environment and Tourism (англ.) — Офіційний сайт Міністерства туризму і довкілля Намібії
- Namibia Tourism Board (англ.)
- THE NATIONAL PARKS AND NATURE RESERVES OF NAMIBIA (англ.)
- Намібія — Червона книга — заповідники, національні парки і заказники держав світу